# Sokola Przełączka
Sokola Przełączka (słow. Sokolia štrbina, niem. Petrikscharte, węg. Petrikcsorba) – przełęcz znajdująca się w słowackich Tatrach Wysokich, w grani odchodzącej na południowy wschód od Małego Lodowego Szczytu. Oddziela ona Spągę od Sokolej Turni. Sokola Przełączka ma dwa wyraźne siodła, które rozdzielone są Sokolimi Czubami (2300 m). Siodło leżące bliżej Spągi to Niżnia Sokola Przełączka (2281 m), natomiast to bliżej Sokolej Turni to Wyżnia Sokola Przełączka (2291 m). Oba siodła Sokolej Przełączki są wyłączone z ruchu turystycznego, taternikom służą jedynie jako łatwiejszy wariant wejścia na Spągę. Niżnia Sokola Przełączka stanowi najgłębsze wcięcie w grani łączącej Mały Lodowy Szczyt z Pośrednią Granią.
Nazwy Sokolej Przełączki pochodzą od Sokolej Turni. Niemiecka i węgierska upamiętniają Lajosa Petrika – węgierskiego taternika i fotografa.

## Historia
Pierwsze wejścia turystyczne:
- Gyula Dőri, 22 sierpnia 1900 r. – letnie,
- József Dobrovics, Jenő Serényi i Zoltán Votisky, 12 kwietnia 1914 r. – zimowe.